# عذم كندي
العذم الكندي  (باللاتينية: Stipa canadensis) نوع نباتي يتبع جنس العذم من الفصيلة النجيلية.

## البيئة والانتشار
موطنه كندا.

## الوصف النباتي
نبات عشبي معمر.